# Цукло
Цукло (итал. Zuclo) је насеље у Италији у округу Тренто, региону Трентино-Јужни Тирол.
Према процени из 2011. у насељу је живело 326 становника. Насеље се налази на надморској висини од 596 м.

## Становништво
Према резултатима пописа становништва 2011. у општини је живело 345 становника.
| 1931. | 1936. | 1951. | 1961. | 1971. | 1981. | 1991. | 2001. | 2011. |
| ----- | ----- | ----- | ----- | ----- | ----- | ----- | ----- | ----- |
| 482   | 418   | 435   | 423   | 422   | 394   | 379   | 350   | 345   |